# Opanak

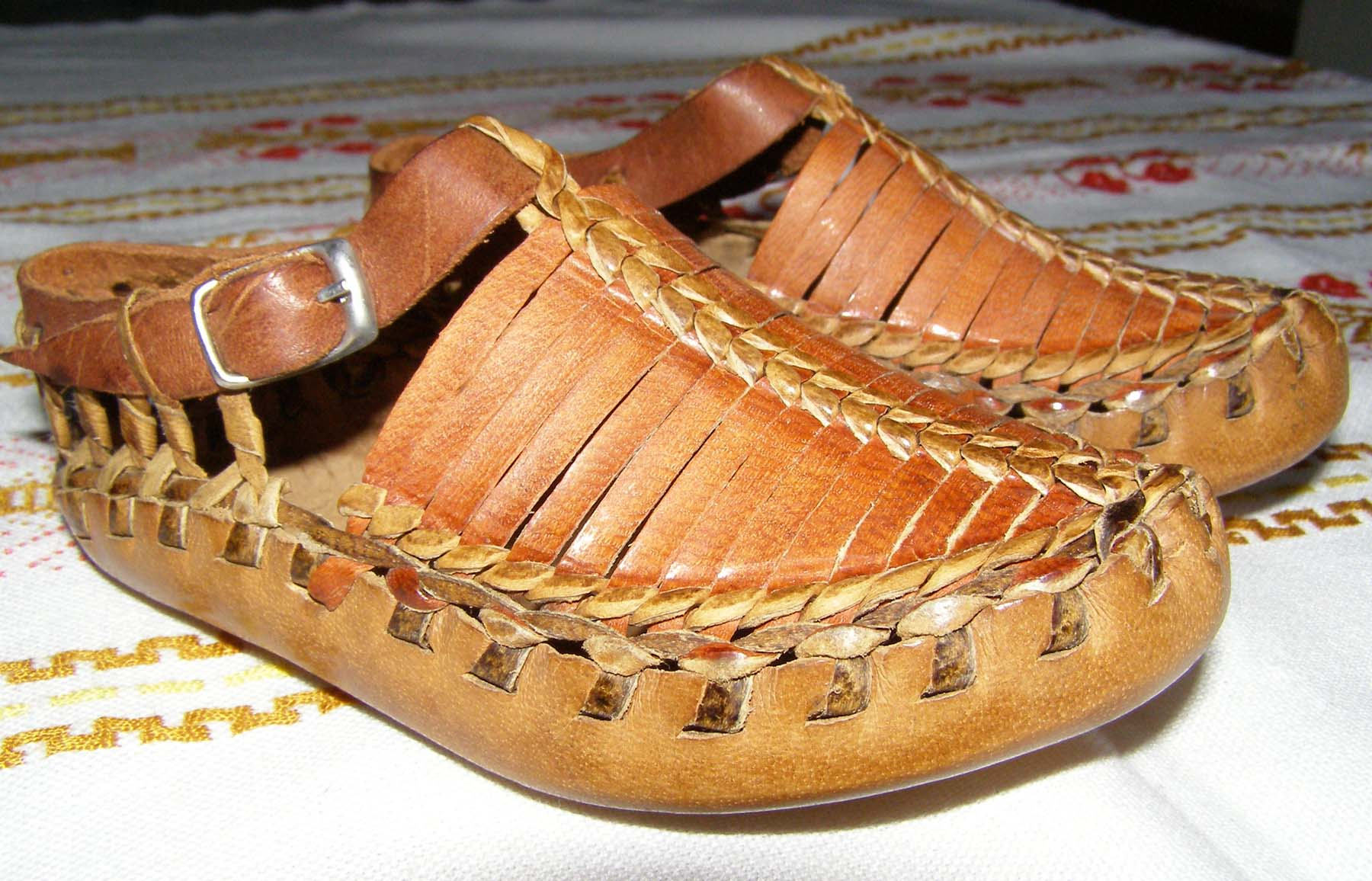
Opanci lapos véggel, Macedóniából

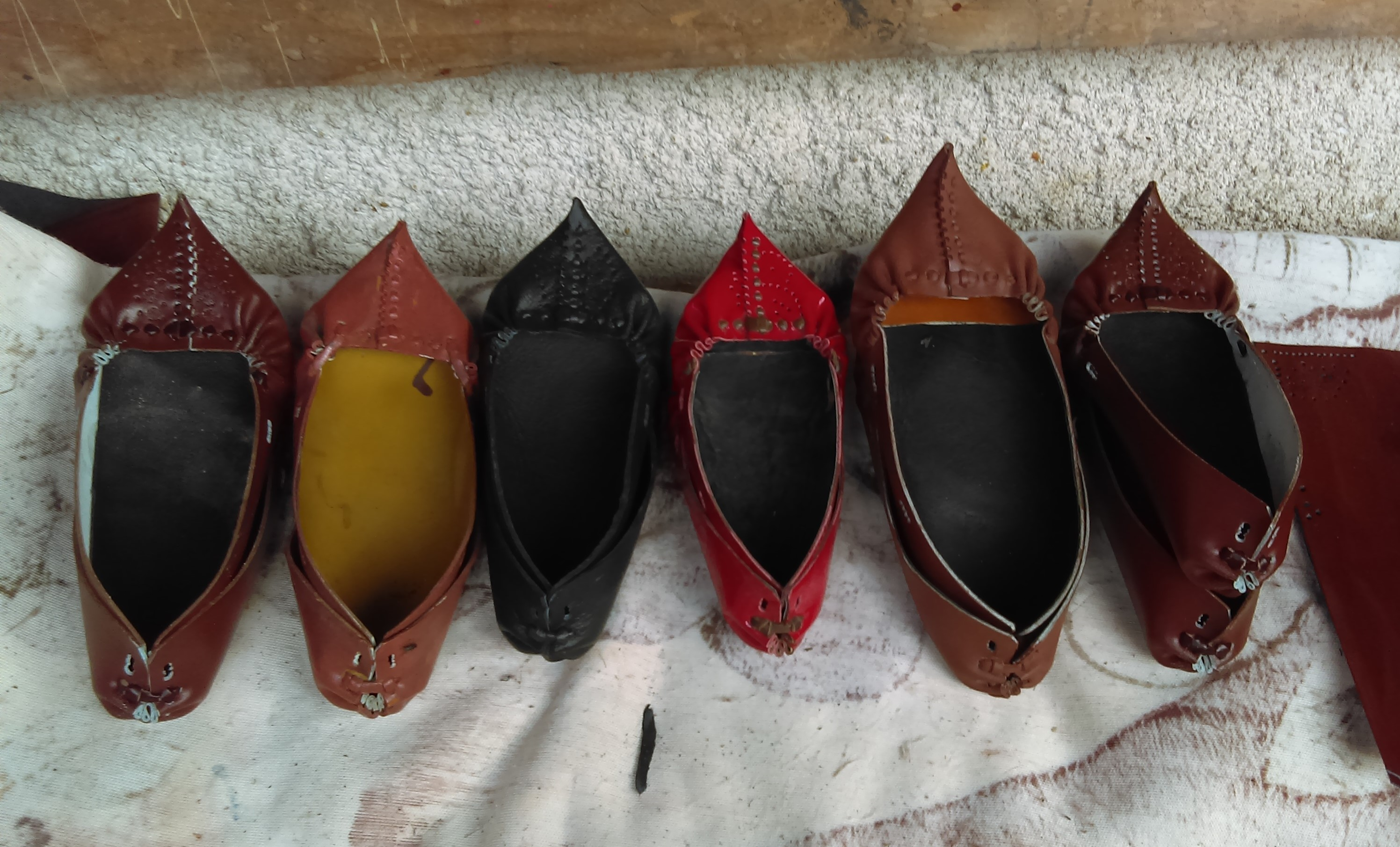
Opinca Romániából

Az opanak (szerbül: Опанак) hagyományos paraszti lábbeli Szerbiában. A többes számban opanci alakban álló cipőfajta főbb jellemzői közé tartozik, hogy főleg bőrből készült, cipőfűzője nem volt, tartós, strapabíró lábbeli és a lábujjak irányában többféle kialakítású lehetett. A szarv-szerű cipőorral elkészített cipők az országon belül a cipő eredeti származási helyén voltak leginkább elterjedve. Az opanakot Szerbiában egyfajta nemzeti szimbólumnak tartják és a Balkán-félszigeten ez a cipőfajta hozzátartozott a hagyományos paraszti népviselethez. 
Ezt a cipőfajtát még egy fél évszázaddal ezelőtt is sokan viselték a régióban. Manapság már ezen lábbelik csak a népi hagyományőrzők ruhatárának részét képezik. A régészek 2500 év körüli cipőnyomokat találtak, melyeket szintén opanak lábbeliket viselő személyek hagytak hátra. A római Traianus-oszlopon is megtalálhatóak olyan dákok, akiket szintén ebben a lábbeliben ábrázoltak az oszlop készítői. 
A régióban országonként eltér e cipőfajta megnevezése: Bulgáriában északon opinki néven, másutt eminii és kalevri néven ismerik, bosznia-Hercegovinában Glamočke és Hercegovačke néven nevezik, Romániában Opincă néven ismerik.

## Fordítás
Ez a szócikk részben vagy egészben  az   Opanak című angol Wikipédia-szócikk ezen változatának fordításán alapul.  Az eredeti cikk szerkesztőit annak laptörténete sorolja fel. Ez a jelzés csupán a megfogalmazás eredetét és a szerzői jogokat jelzi, nem szolgál a cikkben szereplő információk forrásmegjelöléseként.